# Elseq 1–5
elseq 1–5 è un il dodicesimo album in studio del duo di musica elettronica britannico Autechre, pubblicato nel 2016.

## Il disco
Il disco è composto da cinque parti ed è stato reso disponibile solo in formato digitale.

## Tracce
elseq 1 
1. feed1 – 11:37
2. c16 deep tread – 12:31
3. 13x0 step – 8:57
4. pendulu hv moda – 12:15
5. curvcaten – 6:59

elseq 2
1. elyc6 0nset – 27:09
2. chimer 1-5-1 – 5:03
3. c7b2 – 13:22

elseq 3
1. eastre – 22:15
2. TBM2 – 6:44
3. mesh cinereaL – 24:28

elseq 4
1. acdwn2 – 11:52
2. foldfree casual – 9:49
3. latentcall – 14:31
4. artov chain – 4:04
5. 7th slip – 6:36

elseq 5
1. pendulu casual – 9:01
2. spTh – 8:21
3. spaces how V – 9:57
4. freulaeux – 11:06
5. oneum – 11:01